# 가와사키 소타
가와사키 소타(일본어: 川﨑 颯太, 2001년 7월 30일~)는 일본의 축구 선수이다.

## 구단 경력
2020년 J1리그의 교토 상가 FC에 입단하였다.

## 국가대표팀 경력
그는 2024년 AFC U-23 아시안컵에 참가할 일본 U-23 국가대표팀에 발탁되었으며, 우승에 기여했다. 2024년 하계 올림픽에도 출전, 3경기에 출전, 8강 진출.